# Euphorbia iharanae
Euphorbia iharanae är en törelväxtart som beskrevs av Werner Rauh. Euphorbia iharanae ingår i släktet törlar, och familjen törelväxter. Inga underarter finns listade i Catalogue of Life.
Arten förekommer endemisk på nordöstra Madagaskar kring staden Iharana. Den växer på klippor vid havet. I närheten finns med Euphorbia capmanambatoensis en liknande växt.
Beståndet hotas av landskapsförändringar, av bränder och av personer som plockar exemplar för försäljning som prydnadsväxt. IUCN listar arten som akut hotad (CR).

## Bildgalleri

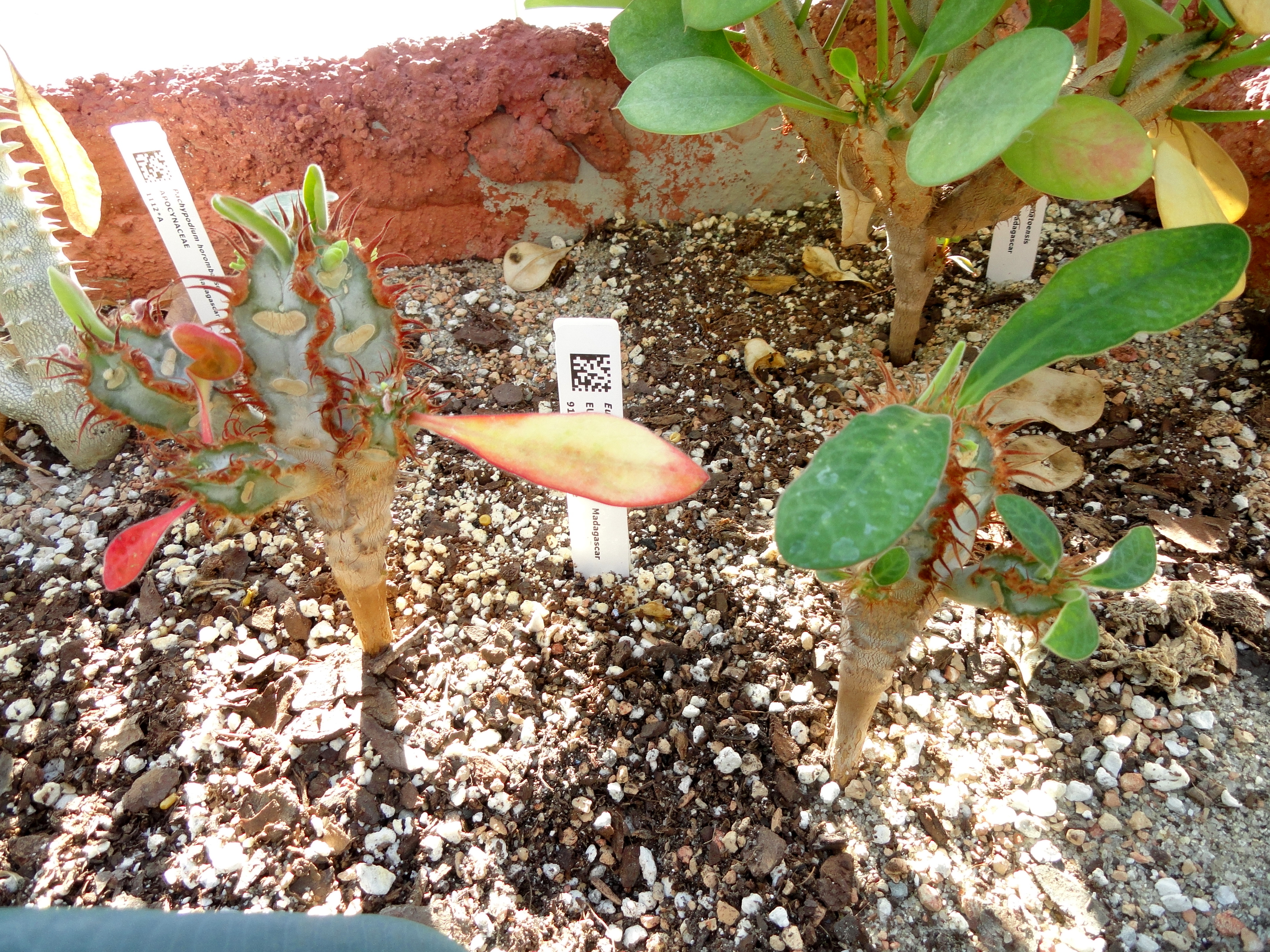